# Palau de Valsaín

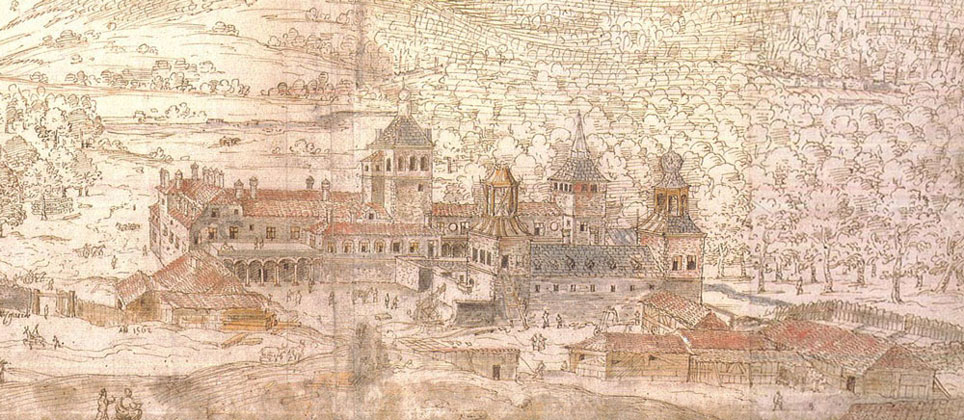
Dibuix d'Anton van der Wyngaerde de 1562

El palau de Valsaín va ser un antic palau reial espanyol situat al nord de la serra de Guadarrama, en terrenys de Valsaín, del terme municipal del Real Sitio de San Ildefonso —a la província de Segòvia (Castella i Lleó). Va ser el primer palau de tots els Reales Sitios espanyols. Actualment tan sols se’n conserven algunes restes.

## Història
Originalment va ser un pavelló de caça utilitzat per la casa Trastàmara, en temps d'Enric III i Enric IV de Castella. La seva denominació original sembla que va ser Casa del Bosc; s'utilitzava encara en temps de Felip II, principal impulsor de millores a les seves estructures.
De 1552 a 1556, per ordre d'aquest monarca, l'arquitecte Gaspar de Vega va fer sobre el primitiu pavelló una edificació palatina amb influències flamenques. Gaspar de Vega, nebot de Luis de Vega —que ja havia estat arquitecte reial amb Carles I—, compartia amb altres arquitectes de la cort —com ara Juan Bautista de Toledo, Juan de Herrera i Alonso de Covarrubias— les seves actuacions en diverses construccions vinculades a la Casa Reial —Reial Alcàsser de Madrid, Monestir d'El Escorial, Palau Reial d'El Pardo, Reales Alcázares de Sevilla, etc— però sembla que va ser el principal responsable de la nova configuració de la casa de Valsaín.
L'edificació s'organitzava, com era tradicional en aquells temps, al voltant d'un gran pati i es flanquejava per torres en les cantonades; de tal manera que hi havia altres estructures addicionals que complementaven la principal (probablement fetes cap al 1558). Les imatges fetes per l'artista flamenc Anton van der Wyngaerde el 1562 poden donar-nos una idea del seu aspecte quan es finalitzava la seva construcció. S'hi pot apreciar la influència de les formes flamenques que l'arquitecte va importar a Espanya després dels viatges que, per ordre del monarca, va realitzar a Flandes, França i Anglaterra. Si les cobertes recorden les formes de construcció flamenques, la importància de les xemeneies podia tenir relació amb les que l'arquitecte va poder veure al Castell de Chambord, que va visitar en 1556.
En aquest lloc va néixer el 12 d'agost de 1566 Isabel Clara Eugènia, fruit del matrimoni de Felip II amb Isabel de Valois, que més tard rebria del seu pare la sobirania dels Països Baixos, on va regnar fins a la seva defunció a Brussel·les l'any 1633. També el 1570, es van dur a terme en el recinte de Valsaín les celebracions de les núpcies de Felip II amb Anna d'Àustria, que es van dur a terme en el proper Alcàsser de Segòvia.
El magnífic palau va patir un gran incendi el 22 d'octubre de 1682. Assumptes d'estat van distreure el rei Carles II i els plans de reconstrucció. En aquells moments, el rei i Espanya, es trobaven en una difícil situació política, sense successió en el tron i enmig de les ambicions dels veïns europeus. El següent rei de la nova dinastia Borbó arribà a Madrid en 1701, però no seria, sinó després d'una guerra de successió, que finalment en 1712 —amb el tractat d'Utrecht— consolidarà el seu poder. Inicialment, el nou monarca es mostra interessat en la reconstrucció de l'edifici flamenc, però finalment decideix construir un nou palau a la manera francesa dels seus ancestres, i queda tot en l'abandó.